# فرانسوا كليمان سوفاج

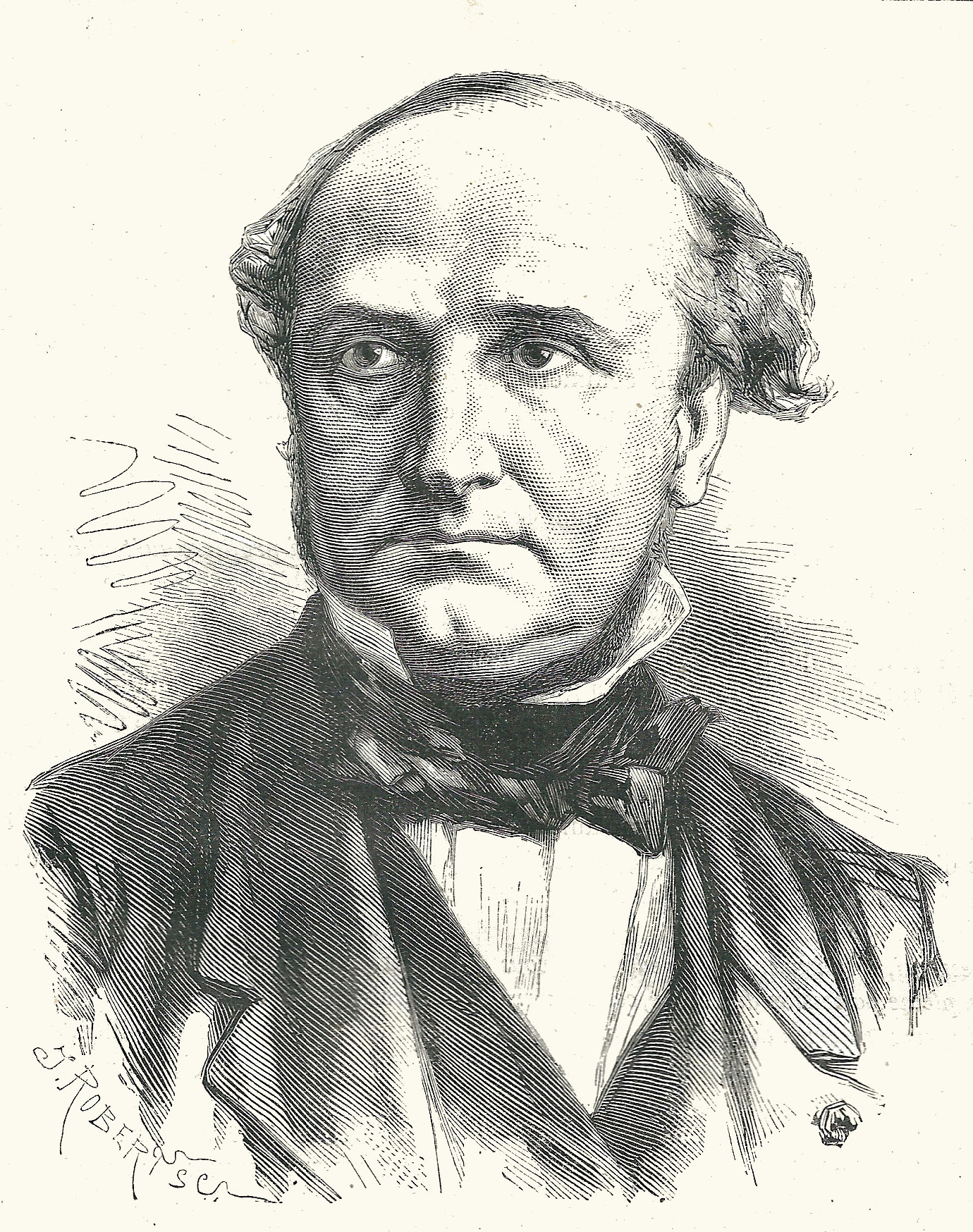
فرانسوا كليمان سوفاج

فرانسوا كليمان سوفاج (بالفرنسية: François Clément Sauvage)‏ ـ (سيدان، 4 أبريل 1814 ـ باريس، 11 نوفمبر 1872) هو جيولوجي ومهندس تعدين فرنسي.
في سنة 1838، ثم في سنة 1842، كُلف سوفاج بإجراء كشوف علمية في مناجم الفحم بمنطقة الأستورياس الإسبانية وفي مناجم المعادن بمنطقة قرطاجنة، وفي سنة 1846، شارك في إنشاء سكك حديد ميتز في ساربروكن، وتدرج بعدها في المناصب في شركة سكك حديد الشرق (بالفرنسية: Compagnie des chemins de fer de l'Est)‏ حتى صار مديرًا للشركة.
شارك في الحياة السياسية الفرنسية عقب سقوط الإمبراطورية الثانية وإعلان الجمهورية الثالثة، فانتُخب في فبراير 1871 عضوًا بالمجلس الوطني، وكان ترتيبه الحادي والعشرين من 43 مرشحًا في دائرة باريس، بإجمالي 102690 صوتًا، وكان يمثل اتجاه يسار الوسط.
حصل على وسام جوقة الشرف من رتبة قائد، وكان اسمه واحدًا من 72 اسمًا نُقشت على برج إيفل. توفي سوفاج في باريس، ودُفن في مسقط رأسه سيدان.